# Universidad Politécnica de Timișoara
La Universidad Politécnica de Timișoara (en rumano: Universitatea „Politehnica” din Timișoara) fue fundada el 11 de noviembre de 1920 en Timișoara, Rumania, y es una de las mayores universidades técnicas de Europa Central y Oriental. La universidad tiene diez facultades y varios departamentos independientes.
En los últimos años, la Universidad a través de su Centro Regional para la enseñanza abierta ya distancia ha comenzado a ofrecer educación abierta y a distancia en diferentes áreas y en diferentes idiomas, con el apoyo de las nuevas tecnologías. La formación de la universidad y la investigación científica se basa en la estrategia de promover la investigación multidisciplinaria y la prioridad dada a las nuevas tecnologías.
La Universidad ofrece una amplia gama de servicios (la Biblioteca Politehnica de la Universidad, TV Teleuniversity, Politehnica Publishing House, el Hotel Politécnica, albergues, comedores y deporte). Cada facultad tiene sus propios gremios de estudiantes a los que proporciona apoyo, actividades y entretenimiento (organizaciones estudiantiles: LigaAC, LSFEE, LSFETc, LSFMT, LSCT, LSFMPT, SST, OSTL y la mejor organización profesional de los estudiantes - Consejo de Estudiantes Europeos de Tecnología).

## Rectores
| | |
| - Traian Lalescu (1920-1921) - Victor Vâlcovici (1921-1930) - Victor Blăsian (1930-1934) - Constantin C. Teodorescu (1934-1939) - Plautius Andronescu (1941-1944) - Marin Bănărescu (1944-1946) - Constantin Cândea (1946-1947) - Ilie G. Murgulescu (1947-1949) - Nicolae Maior (1949-1950) - Ioan Beligăr (1950-1956) - Coriolan Drăgulescu (1956) | - Alexandru Rogojan (1956-1957) - Marin Rădoi (1957-1962) - Gheorghe Silaș (1962-1963) - Constantin Avram (1963-1971) - Ioan M. Anton (1971-1981 și 1989) - Coleta de Sabata (1981-1989) - Radu Vlădea (1990-1992) - Alexandru Nichici (1992-1996) - Ioan Carțiș (1996-2004) - Nicolae Robu (2004-2012) - Viorel-Aurel Șerban (2012-) |